# Wojciech Wąsikiewicz
Wojciech Tadeusz Wąsikiewicz (ur. 15 lipca 1946 w Poznaniu, zm. 4 marca 2015 tamże) – polski piłkarz i trener piłkarski.

## Życiorys
Jako zawodnik grał w rezerwach Olimpii Poznań. Jest absolwentem AWF w Poznaniu, posiadał licencję trenerską UEFA Pro Licence. W karierze trenerskiej prowadził Amikę Wronki z którą zdobył Puchar Polski i Superpuchar (1997/1998). W 1993 roku udało mu się wprowadzić do ekstraklasy Wartę Poznań. W latach 1985–1990 był trenerem V-ligowej Dyskobolii Grodzisk Wlkp. Pracował także w Lechu Poznań, Olimpii Poznań, Sokole Pniewy, Lechii/Olimpii Gdańsk, Petrochemii Płock, Arce Gdynia, Unii Janikowo jako dyrektor sportowy, oraz w Piaście Choszczno jako trener koordynator. W grudniu 2007 r. został skazany prawomocnym wyrokiem na 3,5 roku pozbawienia wolności w zawieszeniu na 7 lat za udział w „ustawianiu” wyników Arki Gdynia. Wąsikiewicz przyznał się do winy i dobrowolnie poddał się karze. Później był trenerem Concordii Murowana Goślina, jednak w kwietniu 2009 r. Wydział Dyscypliny PZPN nałożył na niego roczny zakaz trenowania drużyn piłkarskich. W 2011 był wraz z Pawłem Kaczorowskim trenerem II ligowego klubu Tur Turek. Został pochowany na Cmentarzu Junikowo w Poznaniu.